# ミライセカイのプラネッタ
『ミライセカイのプラネッタ』は、2013年3月29日にりぷるより発売された18禁恋愛アドベンチャーゲーム。

## あらすじ
主人公・陽向智慧 （ひゅうが さとる）はネット上に作られた仮想の学園都市である 『プラネッタ』へやって来て、充実した学園生活を送っていたが、三ッ城さやかと出会い、電脳探偵団 『スプライツ』 の一員としてスカウトされ、プラネッタで巻き起こる“イルリヒト” を名乗る正体不明のハッカーによる“電脳テロ”に立ち向かう。

## 登場人物

### メイン
陽向 智慧 （ひゅうが さとる）
本作の主人公。電脳探偵団 『スプライツ』 の一員としてスカウトされる
三ッ城 さやか （みつしろ さやか）
声 - 大花どん
身長：165cm B90/ W65/ H74 血液型：AB型
名門・三ッ城家の跡取りで、スプライツのリーダー。
鈴川 小夏 （すずかわ こなつ）
声 - 波奈束風景
身長：159cm B76/ W55/ H78 血液型：A型
スプライツのムードメーカー。
ちょこ
声 - 森谷実園
身長：158cm B68/ W59/ H74 血液型：B型
羽原 藍子 （はばら らんこ）
声 - 姫川あいり
身長：163cm B85/ W55/ H81 血液型：O型
スプライツのメンバー。

## スタッフ
- 原画・キャラクターデザイン - 天鬼とうり
- シナリオ - 海乃

## 主題歌

### オープニングテーマ『疾るセカイと僕らのミライ』
歌 - Riryka
作詞 - Riryka
作曲・編曲 - Meis Clauson